# Morins
Pour les articles homonymes, voir Morin.
Les Morins sont un des peuples gaulois belges.

## Étymologie
Morini « Morins » est un nom dérivé avec le suffixe -no- que l'on retrouve dans le nom d'autres peuples celtiques (Ruteni, Santoni, Turoni ou Tigurini).
La racine est probablement le gaulois mori « mer », attesté sous la forme more dans le Glossaire de Vienne et glosé par le latin mare « mer ». De même la forme dérivée morici est glosée par marini. Morini constitue donc une variante de morici « marins » et pourrait signifier « ceux de la mer ». On retrouve cette racine dans le nom des peuples Armoricains, de Aremorici « ceux qui habitent devant la mer ». Mori est un proche parent du gallois môr, du cornique et du breton mor.
Ce terme serait issu de l'indo-européen *mori « mer » ou « lagune » (plutôt que *mari) qui a également donné le germanique *mari « mer, lac », cf. l'anglais mere, l'allemand Meer, le néerlandais meer, le vieux norrois marr, d'où le français mare issu du normand, le vieux slave morje et le latin mare (« mer », d'où le français mer),.

## Territoire
La Morinie (traduction de civitas morinorum, la cité des morins) s'étendait de l'embouchure de l'Aa - frontière avec les Ménapiens au nord - à la vallée de la Canche, frontière avec les Ambiens au sud. La limite avec le territoire des Atrébates devait suivre la Canche, puis la Clarence jusqu'à son confluent avec la Lys. Certains auteurs anciens faisaient remonter le territoire des Morins jusqu'à l'embouchure de l'Yser voire de l'Escaut.
Leur territoire avait pour oppidum, qui deviendra après la conquête leur civitas (capitale administrative romaine), Taruanna, Terwaan en néerlandais, Thérouanne en français. Peuple de la mer, leur capitale était reliée à la côte par de nombreuses routes permettant l'acheminement vers l'intérieur des terres des produits de la mer, au premier rang desquels le sel.
Boulogne-sur-Mer était leur port le plus important, le port par excellence pour accéder en (Grande) Bretagne. Les Romains l'appelaient jusqu'à la fin du IIIe siècle Gesoriacum, puis au IVe siècle Bononia. À ce changement on peut proposer une explication : après la prise de la ville en 294 par Constance Chlore la Ville-Basse (Gesoriacum) est supplantée par la Ville-Haute (Bononia),.
Zosime précise que Bononia (Boulogne) était germanique à la fin du IVe siècle (Bononia germanorum). Il est en effet avéré que les côtes de la Manche et de la mer du Nord (Mare germanicum, litus saxonicum de Malbrancq) ont été colonisées à partir du IVe siècle par les Saxons qui ont laissé, particulièrement dans l'arrière-pays boulonnais, leurs traces dans la toponymie.
Dans le nord, ce territoire se limitait aux polders et à leurs 'rives' avec des terrains très argileux, impropres à l'habitation et de forêts humides voire marécageuses dont il reste par exemple la forêt de Clairmarais (drainée depuis) dans le sud.
Les Moëres étaient riches en poissons et fertiles, moyennant un bon drainage.Les polders s'inondaient régulièrement durant l'hiver, soit à cause des pluies, soit à cause des tempêtes, soufflant du nord-ouest combinées avec des marées hautes, qui poussaient la mer vers l'intérieur des terres. De ce fait, les habitations devaient donc ressembler à des palafittes (construction établie sur un plancher grossier supporté par des pilotis) ancrées dans le sol.
Les Morins habitaient, suppose-t-on, surtout en bordure de ces territoires, soit à l'ouest, où ils ont produit du sel durant au moins 800 ans (de 400 av. J.-C. à 400 apr. J.-C.), sur la côte dans les dunes, soit à l'est, où le sol sablonneux remplace l'argile.

## Histoire

### Guerre des Gaules
Les écrits les plus anciens mentionnant pour la première fois les Morins sont ceux de Jules César. César décrit un peuple belliqueux, mais aussi rude et grossier, qu’il ne soumit que difficilement à l’issue de plusieurs campagnes.
César fut très intéressé par cette partie du territoire Morin où la traversée vers la (grande) Bretagne était "le plus court". Les Morins avaient plusieurs ports dont le plus important était Portus Itius, qui correspond pour la plupart des historiens à la ville basse de Boulogne c'est-à-dire le port moderne de Boulogne-sur-mer, base des deux expéditions de César en Grande-Bretagne.
En effet, lors de sa conquête de l'Armorique et de sa victoire contre les Vénètes en 56 avant J.-C., César entendit parler de la (Grande) Bretagne et bien que sans mandat du Sénat il voulut entreprendre une expédition en Bretagne autant pour découvrir de nouvelles contrées que pour en accaparer les richesses. Il apprit aussi qu'il existait un passage maritime plus court et plus sûr que la traversée de la Manche situé dans le pays des Morins.
César voulut "induire la peur" auprès des Morins du nord espérant ainsi qu'ils ne l'attaqueraient pas. La région des Morins et Ménapiens était bien protégée par des marais et forêts, un terrain idéal pour des attaques de harcèlement. César ne réussit donc à conquérir en 56 qu’une partie assez réduite du territoire morin (autour de Boulogne et Calais) mais suffisante pour lui permettre de monter des expéditions en Grande-Bretagne car les dangers pour César ne valaient pas les bénéfices économiques dans la partie nord du territoire Morin.
En 55 av. J.-C., le légat (général) Labienus renforça l'autorité romaine dans la partie sud et ouest (environs de Boulogne et Calais). En 54 av. J.-C., César décida de laisser hiverner une légion sur place sous le commandement du légat Caius Fabius. En l'an 53 av. J.-C. les Morins, probablement ensemble avec les Ménapiens, furent "donnés" par César à Commius l'Atrébate. Commius enverra (selon César) un contingent de quelque 5 000 guerriers Morins vers Alésia, pour se battre aux côtés de Vercingétorix.
César estimait leur armée à quelque 25 000 hommes en 57 av. J-C.. En réalité, ce chiffre est probablement exagéré. Le chiffre de quelques milliers de Morins (et Ménapiens?) combattant à Alésia est probablement plus proche de la réalité.
César nous a donné quelques détails intéressants concernant les Morins. La tribu comptait des pagi (sous-régions) qui apparemment jouissaient d'une grande autonomie. Ceci rendait la 'pacification' difficile. Les Morins attaquaient et ensuite se réfugiaient dans les "moeren" sur leurs "pols" et restaient ainsi hors de portée de l'armée romaine. En l'an 56 av. J.-C., cette manœuvre réussit bien après un automne très pluvieux, par contre, un an plus tard, la bonne saison fut nettement plus sèche et la tactique échoua.
Les Morins auraient participé avec d'autres peuples vivant sur la côte (Lexovii, Namnetes, Ambiliati, Diablintes, Ménapiens, Vénètes et des tribus de la (grande) Bretagne) à la grande 'rébellion' des Vénètes. En théorie, tous ces peuples étaient impliqués dans le transport et les échanges commerciaux avec le sud de la (grande) Bretagne, une activité que César avait exigée pour lui-même.

### Période Romaine
D'autres écrits antiques mentionnent les Morins : Strabon pour la localisation de Portus Itius et du détroit permettant l'accès le plus court en Bretagne, Virgile forgeant une expression proverbiale (Extremi hominum Morini, les derniers des hommes, les hommes situés au bout du monde connu), Pline l'Ancien en énumérant les différents peuples de la Belgique...
La partie nord du territoire des Morins et des Ménapiens qui était restée relativement indépendante fut annexée sous le principat d'Auguste entre 33-23 av. J.-C. Plus tard un fort (Castellum Rodanum) temporaire fut bâti là où se trouve de nos jours la petite ville néerlandaise d'Aardenburg (près de la frontière belge). Ce fort devait probablement contrôler l'embouchure de l'Escaut.
En 43 ap. J.-C., la flotte militaire de l'empereur Claude, la Classis Britannica, conquiert définitivement l'ile de Bretagne (actuelle Grande-Bretagne). On ne parle plus de Portus Itius mais de Gesoriacum.
A la fin du Ier siècle, Gesoriacum commence à supplanter Thérouanne comme principale cité de la Morinie. Gesoriacum désigne la ville basse de Boulogne (le Portus Itius de César) et s’étend sur les hauteurs sous le nom de Bononia ou Bolonia vers le IIIe siècle.
La position de Boulogne se renforce tout au long du IIe siècle pour devenir une place de première importance avec l’implantation du siège du commandant de la flotte chargée de lutter contre les pirates saxons à la fin du IIIe siècle.
Le IIIe siècle est une époque troublée avec l’invasion franque de 275-276 qui détruit Thérouanne et la révolte de Carausius à la fin du IIIe siècle. Le préfet Carausius, d'origine ménapienne, commandant de la flotte de Gesoriacum s'allie aux Francs, fait sécession de l'empire et prend le contrôle de la Bretagne et du Nord de la Gaule. Le nouveau tétrarque, Constance Chlore, ne parvient à reprendre la ville de Gesoriacum qu'après bien des difficultés en 294, et il lui faudra encore plusieurs années pour éliminer de Gaule le reste des troupes révoltées et préparer et réussir une invasion de la Bretagne. La conséquence en sera un déclin de Boulogne au profit d’Etaples.

### L'Antiquité tardive et lacivitas Morinorum
Sous Dioclétien au début du IVe siècle, le territoire de la civitas Morinorum est partagée en deux pagi au moins ayant une certaine individualité qui va aller en s’accentuant. la Morinie occidentale avec Boulogne comme capitale, et la Morinie orientale qui garda Thérouanne comme capitale (civitas Morinorum), ce qui donna les deux pagi : le pagus Gesoriacus (Boulogne), et le pagus des Morins au sens strict, en fait le pagus Teruanensis ou Terwanensis.
Le pagus Gesoriacus est ensuite élevé au rang de cité civitas Bononiensis. Durant cette période Thérouanne sera reconstruite mais ne se développera pas comme d’autres cités gallo-romaines. En effet, les routes commerciales vont privilégier l’axe Boulogne – Amiens – Paris au détriment des routes traditionnelles même si la Leulène (la route Sangatte – Thérouanne) continue d’être utilisée pour convoyer les produits de la mer. La Morinie occidentale devient avec Boulogne un lieu de passage pour la Bretagne, sur le chemin des armées et des commerçants alors que la Morinie orientale, sans grandes ressources déclinera peu à peu.
Les Morins furent convertis au christianisme par Vitrice (330-407), évêque de Rouen, un gallo-romain, apparemment sans grand succès car la région fut ré-évangélisée durant le VIIe siècle par Saint Omer (de son nom saxon Audomar (600-670)).
Les Morins n'ont pas participé avec Clovis à la conquête de la Gaule. Clovis les a annexés dans son royaume vingt ans plus tard.
Les Morins, selon les termes de Delmaire, ont bénéficié dans la littérature ancienne d'un certain intérêt en raison de leur situation exceptionnelle faisant d'eux "les derniers des hommes" même si la cité des Morins ne présente pas de traits particuliers la distinguant des autres cités gauloises.

## Culture
L’archéologie démontre une implantation des Morins depuis le IVe siècle av. J.-C. (sites hallstattiens à Etaples, de la Tène à Wissant). Les Morins pratiquaient le commerce en relation avec la Bretagne insulaire (des monnaies ont été trouvées notamment le long des routes reliant la côte à Thérouanne).
La population n’était ni très abondante, ni très évoluée avec des tombes (les Morins pratiquaient l'incinération funéraire) qui montrent un peuple pauvre, aux techniques présentant des aspects archaïques dans les offrandes funéraires (parures, monnaie, vases en céramique).
La conquête romaine du Ier siècle n’a pas apporté immédiatement de changements dans les modes de vie. Sous le règne d’Auguste, Agrippa fit construire une voie reliant Lyon à Boulogne via Amiens. Boulogne fut donc dès cette époque port de commerce avec la Bretagne. Toutefois, dans l'intérieur des terres la romanisation semble avoir été lente et finalement assez brève hormis à Thérouanne.
En dehors d’une façade maritime aux activités diversifiées (commerce, pêche, coquillages, sel), la Morinie était un pays d’élevage, assez replié sur lui-même sans véritable industrie.

### Langue
Leur langue était possiblement celtique, d'après l'analyse des noms de lieux antiques attestés sur leur territoire (voir toutefois la théorie alternative du Bloc du nord-ouest). Il en est de même pour les noms des personnages connus et le nom du peuple même.

## Compléments